# El Encinal Dos
El Encinal Dos är en ort i Mexiko.   Den ligger i kommunen Acajete och delstaten Veracruz, i den sydöstra delen av landet, 220 km öster om huvudstaden Mexico City. El Encinal Dos ligger 2 428 meter över havet och antalet invånare är 132.
Terrängen runt El Encinal Dos är huvudsakligen kuperad, men åt sydväst är den bergig. Runt El Encinal Dos är det ganska tätbefolkat, med 100 invånare per kvadratkilometer. Närmaste större samhälle är Xalapa, 13,6 km öster om El Encinal Dos. I omgivningarna runt El Encinal Dos växer i huvudsak städsegrön lövskog.